# Neriene oidedicata
Neriene oidedicata là một loài nhện trong họ Linyphiidae.
Loài này thuộc chi Neriene. Neriene oidedicata được miêu tả năm 1969 bởi van Helsdingen.